# Les Géants du ciel
Pour plus de détails, voir Fiche technique et Distribution.
Les Géants du ciel (Fighter Squadron) est un film américain en Technicolor réalisé par Raoul Walsh, sorti en 1948.

## Synopsis
En 1943, en Angleterre, sur une base militaire aérienne américaine : une escadrille de bombardiers revient d'une mission au-dessus de l'Allemagne. Manque à l'appel le Major Ed Hardin. L'opérateur radio entre en contact avec Hardin, qui est en train de survoler la Manche. Pendant cette conversation, Hardin abat deux avions allemands. Plus tard, le Général Gilbert demande la cour martiale pour Hardin, en raison de plusieurs violations aux ordres lors des combats. Gilbert cherche en fait à faire un exemple de façon à décourager les jeunes pilotes de suivre son exemple. Mais le Général McCready rejette la demande de Gilbert, sous le prétexte que Hardin a fait partie des Tigres volants, où un tel comportement est encouragé. Lorsque le Colonel Bill Brickley est muté dans une autre unité, il recommande Hardin pour le remplacer.

## Fiche technique
- Titre original : Fighter Squadron
- Titre français : Les Géants du ciel
- Réalisation : Raoul Walsh
- Scénario : Seton I. Miller
- Musique : Max Steiner
- Direction artistique : Ted Smith
- Décors : Lyle B. Reifsnider
- Son : Leslie G. Hewitt
- Photographie : Wilfred M. Cline, Sidney Hickox
- Montage : Christian Nyby
- Producteur : Seton I. Miller
- Société de production et de distribution : Warner Bros.
- Pays de production :  États-Unis
- Langue d'origine : anglais américain, allemand
- Format : couleur (Technicolor) — 35 mm — 1,37:1 — son : mono (RCA Sound System)
- Genre : guerre
- Durée : 94 minutes
- Dates de sortie : 
  - États-Unis : 19 novembre 1948 (première à New York)
  - France : 28 avril 1949
- Affiche : René Péron (France)

## Distribution
- Edmond O'Brien : Ed Hardin
- Robert Stack : Stu Hamilton
- John Rodney : Bill Brickley
- Tom D'Andrea : Dolan
- Henry Hull : McCready
- James Holden : "Tennessee"
- Walter Reed : Duke Chappell
- Shepperd Strudwick : Gilbert
- Arthur Space : Sanford
- Jack Larson : "Shorty"
- William McLean : Wilbur
- Rock Hudson : un second lieutenant
- Tudor Owen : Eddie
- Gilchrist Stuart : le photographe anglais

## Autour du film
- Selon un article du New York Times de novembre 1948[1], Warner Bros. a utilisé dans ce film des scènes réelles de combats aériens tournées par l'US Air Force.
- Le même article fait remarquer que les modèles d’avions avaient tellement évolué pendant la guerre qu'il avait été fait appel à la Garde nationale aérienne pour trouver les P-47 utilisés dans le film. Les avions allemands sont des Mustang P51D repeints.
- Rock Hudson fait ses débuts au cinéma dans ce film[2].